# Francesco Bussani
Francesco Bussani (Roma, 1743 – ...) è stato un basso italiano.

## Biografia
Iniziò la sua attività artistica, come tenore, a vent'anni al teatro Capranica di Roma, ma già l'anno successivo venne scritturato a Venezia e da lì proseguì la carriera cantando in diversi teatri in Italia a Napoli, Milano, Torino, Palermo e Firenze. 
Nel 1772 venne ingaggiato a Vienna dove conobbe e sposò, nel 1786, il soprano Dorotea Sardi. Insieme cantarono, soprattutto, in opere di Wolfgang Amadeus Mozart sia a Vienna che in diversi teatri in Italia, tra cui il teatro imperiale di Parma, ma anche a Lisbona. 
Dal 1807 non si hanno più notizie e non si conosce ne la data ne il luogo della sua morte. 
Aveva un repertorio molto vasto e cantò opere dei maggiori compositori del suo tempo come Cimarosa, Salieri, Anfossi e Mozart, solo per citare i più noti, spesso in prime esecuzioni.